# Homo cepranensis
Homo cepranensis je izumrla vrsta iz taksonomskog roda Homo, čiji su poznati ostaci vrlo oskudni, sastoje se samo od svoda lubanje. Fosile je otkrio talijanski arheolog Italo Biddittu 1994. u blizini grada Ceprano, u pokrajini Frosinone, 89 kilometara jugoistočno od Rima. Ova je vrsta dobila nadimak "čovjek iz Ceprana".
Procijenjena starost fosila je oko 350 000 do 500 000 godina. Obližnji lokalitet, Fontana Ranuccio, bio je datiran na 487 000 +/- 6000 godina od današnjice i Muttoni i suradnici procjenjuju da bi Homo cepranensis mogao biti star oko 450 000 godina. Karakteristike lubanje pozicioniraju ga između Homo erectusa i kasnijih vrsta kao Homo heidelbergensisa koji je bio raširen u Europi puno prije pojave Homo neanderthalensisa. Jedna studija iz 2011. navodi da je Homo cepranensis predak Homo neanderthalensisa. Pronađeni fosilni ostaci nisu dovoljni za sustavnu analizu ove vrste.